# Syagrus smithii
Espèce
Synonymes
- Chrysallidosperma smithii H.E.Moore[1]

Statut de conservation UICN

 LC  : Préoccupation mineure
Syagrus smithii est une espèce de plantes de la famille des Arecaceae.

## Publication originale
- Fieldiana, Botany 32(15): 230. 1970.